# Paratecoma peroba
Paratecoma peroba ist ein Baum in der Familie der Trompetenbaumgewächse aus dem südöstlichen Brasilien. Es ist die einzige Art der Gattung Paratecoma.

## Beschreibung
Paratecoma peroba wächst als immergrüner Baum bis zu 30–40 Meter hoch. Der Stammdurchmesser erreicht bis zu 1–2 Meter. Die gräuliche bis grau-braune, dicke Borke ist furchig.
Die gestielten und wechselständigen Laubblätter sind zusammengesetzt handförmig mit 5–7 papierigen Blättchen. Die schuppigen und fast kahlen, eiförmigen bis verkehrt–eiförmigen oder elliptischen, kurz gestielten Blättchen sind am Rand gesägt und zugespitzt bis geschwänzt. Der Blattstiel ist bis 10–12 Zentimeter lang, die Blättchenstiele bis 4–5 Zentimeter, die Blättchen sind 7–20 Zentimeter lang und 2,5–7 Zentimeter breit.
Es werden kleine end- oder achselständige, zymöse, schwach behaarte und wenigblütige Blütenbüschel gebildet. Die weiß-grünlichen Blüten sind mit doppelter Blütenhülle. Es sind zwei kleine Vorblätter vorhanden. Der kleine, fein behaarte Kelch ist becherförmig mit sehr kleinen Zipfeln, Zähnen. Die schmal-glockenförmige, 3–4 Zentimeter lange Krone mit kurzen Lappen ist fein behaart und zweilippig. Es sind nur 2 knapp vorstehende Staubblätter aber 3 kleine Staminodien ohne Antherode vorhanden. Der oberständige, längliche und viereckige, -rippige und kurzhaarige Fruchtknoten ist schuppig. Die Narbe ist zweilappig, -züngig. Es ist ein größerer Diskus vorhanden.
Es werden längliche, schmale und leicht spindelförmige, holzige sowie schuppige, kahle, spitze, lokuizidale Kapselfrüchte mit zwei dicken Klappen gebildet. Sie sind 20–32 Zentimeter lang und 2–2,5 Zentimeter breit. Die nierenförmigen, flachen und gelblichen Samen sind doppelt geflügelt, mit zarten, membranösen, weißlichen und durchscheinenden Flügeln. Mit Flügeln sind sie 3,5–4 Zentimeter lang.

## Taxonomie
Die Erstbeschreibung des Basionyms Tecoma peroba erfolgte 1924 durch Samuel James Record in S.J.Record & C.D.Mell, Timbers Trop. Amer.: 537. Die Umteilung in die neue Gattung Paratecoma erfolgte 1931 durch João Geraldo Kuhlmann in Minist. Agric. Serv. Fl. Bras. Bol. 4: 3. Ein weiteres Synonym ist Paratecoma diandra Kuhlm.

## Verwendung
Das recht schwere Holz ist sehr beständig, es ist als (White) Peroba (de Campos) oder Peropa jaune bekannt. Peroba rosa stammt von Aspidosperma polyneuron.